# Холмберг, Эдуардо Ладислао
Эдуардо Ладислао Холмберг (1852—1937) — аргентинский натуралист и романист, одна из ключевых фигур национальной биологии. Совместно с Флорентино Амегино предпринял инвентаризацию аргентинской флоры и фауны. Был также директором Буэнос-Айресского зоопарка (в то время зоологического сада).

## Биография
В 1878 году вместе с энтомологом Энрике Линчем Аррибальзага (Enrique Lynch Arribálzaga) основал первый в стране журнал, посвященный исключительно биологии: The Argentine Naturalist. Свет увидел лишь один выпуск, но качество материала было таким, что множество институтов, включая Британский Музей, затребовали копии. В 1880 году он получил докторскую степень.

### Семья
Был женат на Магдалене Жорж.

## Почести
В 1909 ботаник Кристобаль Мария Хикен (Cristóbal Mariá Hicken) (1875—1933) назвал род растений из семейства Amaranthaceae в честь Холмберга: Holmbergia.